# Temporada 1902-1903 del Liceu
La temporada 1902-1903 del Liceu, l'empresa que dirigia Albert Bernís, va completar la combinació del personal artístic següent sota la direcció del mestre Edoardo Mascheroni:
- Sopranos absolutes: Hariclea Darclée, Maria d'Arneiro, Cesira Ferrani, Carme Bonaplata i Isabel Grassot.
- Sopranos líriques: Stanisława Michalska, Ester Scotti i Luisa García Rubio.
- Mezzosopranos i contralts: Wanda Borissoff, Inés Salvador i Giuseppina Giaconia.
- Tenors: Orazio Cosentino, Emilio Cossira i Angelo Marcolin.
- Barítons: Mario Sammarco, Delfino Menotti, Giuseppe La Puma i Virgilio Mentasti.
- Baixos: Luigi Rossato i Giuseppe Sorgi.
- Segona tiple: Josefina Rabassa.
- Segon baix: Marc Barba.
- Tenor comprimari: Antoni Oliver.
- Mestre director d'orquestra auxiliar: Fernándo Tanara.
- Mestre decorats, Gioachino Marín.[1]

| Temporada 1902-1903 del Liceu |                      |                    |                   | |           |              |
| Òpera                         | Compositor           | Director musical   | Director d'escena | Papers principals | Producció | Dates        |
| Cristoforo Colombo            | Alberto Franchetti   |                    |                   | Luigi Rossato, Carmen Bonaplata Bau, Stanislawa De Michalska, Ines Salvador, Angelo Marcolin, Mario Sammarco, Giuseppe La Puma |           | novembre     |
| Lohengrin                     | Richard Wagner       |                    |                   | Luigi Rossato, Mary D'Arneiro, Ines Salvador, Emil Cossira, Giuseppe La Puma                                                   |           | novembre     |
| Samson et Dalila              | Camille Saint-Saëns  |                    |                   | Wanda Borisoff, Orazio Cosentino, Giuseppe La Puma                                                                             |           | novembre     |
| La Bohème                     | Giacomo Puccini      |                    |                   | Luigi Rossato, Cesira Ferrani, Angelo Marcolin, Giuseppina Giaconia                                                            |           | novembre     |
| Mefistofele                   | Arrigo Boito         |                    |                   | Luigi Rossato, Cesira Ferrani, Angelo Marcolin, Giuseppina Giaconia                                                            |           | desembre     |
| Carmen                        | Georges Bizet        | Edoardo Mascheroni |                   | Inés Salvador, Émile Cossira, Giuseppe La Puma, Stanisława Michalska                                                           |           | desembre     |
| Otello                        | Giuseppe Verdi       |                    |                   | Mary D'Arneiro, Orazio Cosentino/Angelo Angioletti, Delfino Menotti                                                            |           | diciembre    |
| Il trovatore                  | Giuseppe Verdi       | Edoardo Mascheroni |                   | Gabriel Hernández, Hariclea Darclée, Inés Salvador, Angelo Angioletti, Luigi Rossato                                           |           | 10, 11 gener |
| Giovanna di Napoli            | Joan Manén           | Joan Manén         |                   | Cesira Ferrani, Angelo Angioletti, Delfino Menotti, Stanisława Michalska, Ester Scotti, Giuseppe Sorgi, Mara Chivers           |           | 22 de gener  |
| Els Pirineus                  | Felip Pedrell        | Joan Goula         |                   | Armida Parsi-Pettinella, Amelia Campagnoli Cremona, Pietro Gubellini, Maurizio Bensaude                                        |           | 25 de gener  |
| L'africana                    | Giacomo Meyerbeer    |                    |                   | Manuel Utor |           | 25 de gener  |
| Ugonotti                      | Giacomo Meyerbeer    |                    |                   | Maria Giudice, Emil Cossira, Delfino Menotti, Luigi Rossato, Giuseppe Sorgi                                                    |           | gener        |
| Die Walküre                   | Richard Wagner       |                    |                   | Maria Giudice, Mary D'Arneiro, Giuseppina Giaconia, Guido Vaccari, Agostino Gnaccarini, Luigi Rossato                          |           | gener        |
| Tosca                         | Giacomo Puccini      |                    |                   | Carme Bonaplata, Giuseppe Agostini, Ramon Blanchart                                                                            |           | 30 de març   |
| L'africana                    | Giacomo Meyerbeer    |                    |                   | Maria Giudice, Ana Lopetegui, Julian Biel/Walsa, Ramon Blanchart/Giuseppe La Puma, Luigi Rossato                               |           | abril        |
| La Bohème                     | Giacomo Puccini      |                    |                   | Angelica Pandolfini/Maria Giudice, Ana Lopetegui, Pietro Zeni, Rodolfo Angelini Fornari, Virgilio Mentasti, Luigi Rossato      |           | abril        |
| Tristany i Isolda             | Richard Wagner       | Édouard Colonne    |                   | Guido Vaccari, Ada Adini-Milliet, Luigi Rossato, Ramon Blanchart, Luigi Poggi, Erina Borlinetto                                |           | 18 d'abril   |
| Adriana Lecouvreur            | Francesco Cilea      | Arnaldo Conti      |                   | Inés Salvador, Émile Cossira, Giuseppe La Puma, Stanisława Michalska                                                           |           | 7 de maig    |
| Der Freischütz                | Carl Maria von Weber |                    |                   | Avelina Carrera, Guido Vaccari, Andreu Perellò de Segurola                                                                     |           | maig         |
| Mefistofele                   | Arrigo Boito         |                    |                   | Maria Giudice, Erina Borlinetto, Pietro Zeni, Luigi Rossato                                                                    |           | maig         |